# Alpaida costai
Alpaida costai Levi, 1988 è un ragno appartenente alla famiglia Araneidae.

## Etimologia
Il nome della specie è in onore del raccoglitore degli esemplari: Rosas Costa del Museo de Universidad Nacional di La Plata.

## Caratteristiche
L'olotipo femminile rinvenuto ha dimensioni: cefalotorace lungo 2,5mm, largo 1,9mm; il primo femore misura 1,7mm e la patella e la tibia circa 2,3mm.

## Distribuzione
La specie è stata rinvenuta in Argentina orientale: presso la città di José Clemente Paz, appartenente alla provincia di Buenos Aires.

## Tassonomia
Al 2014 non sono note sottospecie e dal 1988 non sono stati esaminati nuovi esemplari.